# Deutsche Badminton-Mannschaftsmeisterschaft 1965/66
Die Deutsche Badminton-Mannschaftsmeisterschaft 1965/66 bestand aus einer regionalen Ligenrunde, auf welche die Endrunde in Turnierform folgte, welche in Berlin-Charlottenburg stattfand. Aus den zwei Gruppen qualifizierten sich die Erstplatzierten für das Finale, welches am 15. Mai 1966 ausgetragen wurde. Meister wurde der MTV München von 1879, welcher im Endspiel den 1. BV Mülheim mit 7:1 besiegte.

## Gruppenphase

### Gruppe A
- 1.  MTV München von 1879
- 2. 1. DBC Bonn
- 3. VfB Lübeck
- 4. SV Grün-Weiß Wiesbaden

### Gruppe B
- 1. 1. BV Mülheim
- 2. BSC Rehberge 1945
- 3. 1. Wiesbadener BC
- 4. TSV 1848 Eningen

## Finale
MTV München – 1. BV Mülheim 7:1

## Endstand
- 1. MTV München von 1879
(Franz Beinvogl, Siegfried Betz, Rupert Liebl, Erich Eikelkamp, Heidi Menacher, Anke Witten)
- 2. 1. BV Mülheim
(Gerhard Kucki, Horst Lösche, Klaus Tetenberg, Heinrich Schäfer, Heinz Wossowski, Karin Dittberner, Karin Schäfer)
- 3. 1. DBC Bonn
(Wolfgang Bochow, Walter Huyskens, Klaus Walter, Günter Ropertz, Günter Kirch, Irmgard Latz, Gerda Schumacher)
- 3. BSC Rehberge 1945
(Jürgen de Haas, Gunther Rathgeber, Horst Klinger, Jürgen Sadewater, Hannelore Trogisch, Christel Simon, Ursula Puruckherr, Helma Friese, Heidi Bichler)
- 5. 1. Wiesbadener BC
- 5. VfB Lübeck
- 7. SV Grün-Weiß Wiesbaden
- 7. TSV 1848 Eningen